# Tvrtko II
Tvrtko II  Tvrtković ou Stefan Tvrtko II Kotromanić. (mort en 1443). Membre de la dynastie des Kotromanić qui régna sur la Bosnie de 1250 à 1463. Il est roi de Bosnie de 1404 à 1409 puis de 1421 à l'automne 1443

## Biographie

### Origine

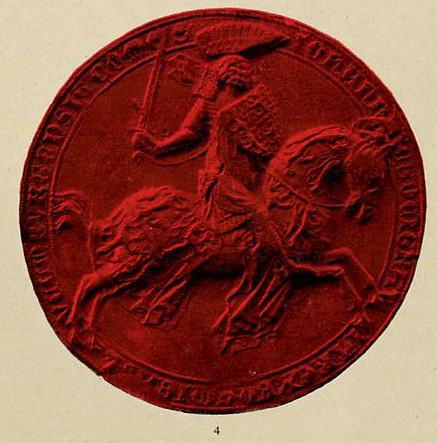

Tvrtko II est le fils d'Étienne Tvrtko Ier, le premier roi de Bosnie. L'identité de sa mère, et de ce fait la légitimité de sa naissance, demeure incertaine. Le chroniqueur du XVIe siècle Mauro Orbini, qui écrit  sur Tuartco Scuro (Tvrtko le Sombre), prétend qu'il est né hors mariage et ce point de vue a été  accepté par les écrivains postérieurs. Au XIXe siècle, Vjekoslav Klaić avance que la mère de  Tvrtko II est l'épouse de son père Dorothée de Bulgarie. Klaić cite comme preuve que dans une charte de 1382 Tvrtko Ier  mentionne au  gouvernement de la république de Raguse Dame, la reine Dorothée, [son] fils et notre royaume. le nom du fils n'est pas précisé. Si Tvrtko II est le fils mentionné dans la charte, sa naissance doit être intervenue entre 1375, car Tvrtko I et Dorothée se marient en décembre 1374, et la date de la charte
le roi Étienne Tvrtko Ier meurt de manière inexpliquée en mars 1391, peu après la reine Dorothée. Le conseil du royaume, composé des principaux nobles du pays, élit l'aîné de ses parents, Étienne Dabiša, comme son successeur au lieu du fils du roi défunt. Après la mort de Dabiša en 1395, la noblesse désigne sa veuve Jelena Gruba. Trois ans plus tard, les nobles la chassent au profit d'Étienne Ostoïa ou Ostoja.
La relation précise entre cet Ostoja, les précédents roi et Tvrtko II fait l'objet de controverses, mais de nombreux historiens considèrent qu'il est un fils illégitime de Tvrtko Ier. Dominik Mandić, cependant, démontre que tant Dabiša que Ostoja décrivent dans leurs chartes Tvrtko Ier comme « leur frère » 
.

### Premier règne
Le roi Ostoja s'aliène rapidement la noblesse par ses velléités d'indépendance à son égard. En mars 1404, il rompt avec ses principaux vassaux, Hrvoje Vukčić Hrvatinić et Sandalj Hranić Kosača. À la fin d'avril ou au début de mai, une diète est convoquée au cours de laquelle les nobles déposent Ostoja, qui se réfugie à la cour du roi de Hongrie, Sigismond de Luxembourg. Sous l'influence de Hrvoje et Sandalj, le conseil offre la couronne à Tvrtko II. En juin, les partisans de Tvrtko défont une armée hongroise ce qui met fin aux prétentions d'Ostoja au trône, mais la principale résidence royale de Bobovac reste entre les mains d'Ostoja. Toutes les grandes familles nobles de Bosnie demeurent fidèles à Tvrtko, alors qu'Ostoja apparait comme une marionnette entre les mains de Sigismond et ne contrôle comme territoire guère plus que Bobovac. La couronne royale se trouve néanmoins dans la forteresse que Tvrtko est incapable de saisir
Ayant commencé son règne comme protégé de Hrvoje, Tvrtko réside un certain temps dans les fiefs de ce dernier près de la rivière Sana. Tvrtko n'a guère le choix que d'accorder en 1405 à Hrvoje la très riche cité minière de Srebrenica. Sandalj, de son côté saisit l'occasion de s'approprier les domaines dont Ostoja avait gratifié ses favoris de la noble famille Kosača des grands propriétaires fonciers 
de la région sud du royaume. Lorsque Hrvoje accorde son appui à Ladislas Ier de Naples dans ses tentatives pour conquérir le trône de Hongrie, Tvrtko se range du côté de Sigismond. Le conflit autour de la couronne de Bosnie  devient à cette époque  un épisode secondaire de la Guerre civile entre Sigismond et Ladislas

### Déposition
Les interventions régulières des Hongrois en Bosnie font du règne de  Tvrtko une période de conflit permanent. La phase culminante intervient en septembre 1408, lorsque Sigismond remporte une victoire décisive à Dobor sur les troupes de Tvrtko: 170 nobles de rang inférieur sont capturés et exécutés après un jugement sommaire à Doboj en étant précipités des murailles de la ville. Il a été avancé que Tvrtko avait été capturé lui aussi mais il semble que cela ne soit pas exact car il réclame le paiement du tribut aux Ragusains en février 1409. Hrvoje fait sa soumission à Sigismond dès janvier et Tvrtko perd rapidement le soutien de la noblesse au cours des mois suivants. Sandalj est le dernier à se rallier à Sigismond et au parti d'Ostoja. À la fin de l'année, Ostoja a retrouvé son trône. Tvrtko disparait alors des sources jusqu'en 1414, lorsque l'on apprend simplement qu'il réside près de la république de Raguse, dans le territoire contrôlé par le beau-frère d'Ostoja Pavle Radenović.
Au début de 1413, Hrvoje s'aliène  Sigismond en pillant les domaines de  Sandalj. Leurs relations se détériorent jusqu'au point où Hrvoje juge nécessaire de demander de l'aide aux Turcs. Ils proclament Tvrtko roi de Bosnie en mai. Pavle Radenović se déclare immédiatement de son côté, mais son exemple ne semble pas avoir été suivi par les autres membres de la noblesse ni même par Hrvoje. Après quelques escarmouches les Turcs s'imposent comme la principale force d'influence extérieure dans le pays à la place de Sigismond mais ils ne manifestent par l'intention de restaurer Tvrtko sur le trône lorsque Hrvoje meurt en 1416.

### Relations avec la république de Raguse
Lorsqu'il meurt en 1418, Ostoja doit faire face à l'hostilité de son seul fils légitime et successeur Étienne Ostojić, qui est furieux de la répudiation de sa mère, Kujava Radenović, quand  Ostja a épousé la veuve de Hrvoje, Jelena Nelipčić et de celle de Tvrtko qui pendant ce temps n'avait jamais abandonné ses prétentions au trône. Stephen Ostojić est rapidement écarté par les Turcs au profit de Tvrtko en 1421, et meurt peu après
Le sacre de Tvrtko intervient en août 1421.Les Turcs ont peu la possibilité d'interférer dans le gouvernement de Tvrtko au cours des cinq années suivantes, ce qui lui laisse le temps  de renforcer l'économie du royaume, les mines atteignent leur productivité optimale et le nombre de marchands étrangers augmente considérablement. Tvrtko signe un traité favorable avec la république de Venise en décembre 1422, et envisage des plans d'interventions militaire conjointes contre Sigismond en Dalmatie. L'association de Tvrtko avec Venise inquiète non seulement Dubrovnik, mais aussi les Turcs; les premiers apprécient peu de perdre leur monopole sur le commerce, tandis que les mauvaises relations avec Venise avec les seconds sont liées à des différends territoriaux en Albanie et en Zeta. Les Turcs effectuent un raid en Bosnie au printemps de 1424 afin de signifier clairement à Tvrtko que ses bonnes relations avec Venise ne seront pas tolérées. Tvrtko comprend que Venise ne lui procurera pas d'aide contre les Turcs, et petit à petit met fin à leur alliance
Bien que le refroidissement des relations de Tvrtko avec Venise fasse l'affaire de Dubrovnik, un incident prouve que la cité et le roi ne sont restés en bons termes que  peu de temps. En 1424, un parent de Tvrtko nommé Vuk Banić tente sans succès de s'emparer du pouvoir avec l'aide de l'intrigante tante de Trvtko, la reine Kujava, qui souhaite venger la déposition de son fils. Dubrovnik cultivait une longue tradition d'octroi du droit d'asile aux membres des familles régnantes de la région, et ne faillit en acceptant la demande de Vuk lorsqu'il réclame sa protection. La même année, pendant que les Turcs effectuent des raids dans le despotat de Serbie voisin, Tvrtko décide de revendiquer Srebrenica, qui avait été saisi par Sigismond en 1411 et céder à son allié le souverain serbe Stefan Lazarević. Les marchands  ragusains locaux assistent les Serbes dans la défense de la cité  et le projet de reconquête échoue. Les troupes de Stefan victorieuses viennent piller le royaume de Tvrtko pendant que le Turcs se retirent dans leur pays.

### Alliance avec la Hongrie

le royaume de Bosnie et le despotat de Serbie en 1422

En 1425, Tvrtko réalise qu'il doit rechercher un allié puissant afin de faire face aux attaques turques et voyant qu'il ne peut pas compter sur Venise il décide de se rapprocher du royaume de Hongrie avec lequel il conclut un traité la même année ou la suivante. Les Ottomans répliquent par des sévères attaques de représailles qui obligent Tvrtko à accepter leur suzeraineté et à leur payer un tribut annuel. Bien que les Turcs repartent en 1426, il cherche toujours désespérément à conclure une alliance avec la Hongrie.
La position défavorable de Tvrtko incite Sigismond à lui demander de reconnaitre son beau-père, Hermann II de Celje, comme héritier présomptif car le roi est sans héritier. Hermann est le fils de Catherine de Bosnie elle-même fille d'Étienne II Kotromanić et de ce fait un cousin de Tvrtko, mais il est d'abord et par-dessus tout un comte hongrois dont la souveraineté n'est pas souhaitée par la noblesse de Bosnie. Vuk Banić fait de nouveau acte de prétendant, et Tvrtko réalise que les perspectives ne lui sont pas favorables. Il décide de renforcer son alliance avec les Hongrois et de non seulement reconnaitre Hermann comme son héritier présomptif à l'automne 1427 mais également de négocier pour lui-même un mariage en Hongrie. La fiancée choisie est Dorothée Garai, fille de Jean Garai Ban d'Usora. Sandalj et la famille  Zlatonosović démontrent leur opposition à cette union en boudant les festivités nuptiales en 1428. Tvrtko se réconcilie avec Sandalj, mais intervient contre les  Zlatonosovićs et confisque leurs domaines.
Vuk ne causa jamais tant de problèmes à Tvrtko que Radivoj, l'ainé des fils illégitimes du défunt  Ostoja. En 1432, Đurađ, le successeur de Stefan Lazarević, Sandalj et les Ottomans appuient les prétentions au trône de Radivoj et prennent le contrôle d'une grande partie du pays. Le seul soutien notable de Tvrtko provient de Juraj Vojsalić le neveu et successeur de Hrvoje ce qui lui permet de garder le contrôle de la partie centrale et nord-ouest de la Bosnie. Tvrtko se retire à Visoko, mais peu après Sandalj devient trop malade pour soutenir la cause de Radivoj. Đurađ Branković, se satisfaisant de l'annexion des domaines que Tvrtko avait confisqués à la famille Zlatonosović, abandonne lui aussi la cause de Radivoj. Les Ottomans, toutefois, continuent de soutenir les prétentions de  Radivoj et prennent possession de Bobovac en son nom en 1434.
Après des années à quémander leur aide, Tvrtko obtient finalement une intervention des armées hongroises en Bosnie au milieu de l'année 1434. Elles reconquièrent pour son compte Jajce, Hodidjed, Bočac et le château de Komotin, mais il reperd l'ensemble lorsqu'elles se retirent. En fait, il est contraint de suivre lui aussi le repli des troupes en Hongrie et l'on sait qu'il réside à la cour de Buda en 1435. Radivoj cesse de devenir une menace lorsqu'il perd le soutien des Ottomans alors que la même année, la mort de Sandalj met face à Tvrtko, un nouveau et énergique vassal et rebelle potentiel en la personne de son neveu et successeur Stjepan Vukčić Kosača.

### Dernières années
Radivoj s'autoproclame roi de Bosnie pendant toute la fin du règne de Tvrtko II. Il est nominalement soutenu par les Turcs et par Stjepan Vukčić Kosača, qui auraient facilement pu déposer Tvrtko en sa faveur s'ils 
en avait eu la volonté mais il semble que leur seul but était d'affaiblir et de diviser la Bosnie afin de satisfaire leur propre intérêt. Pendant que Stjepan tente d'étendre ses territoires au détriment de la Zeta en 1443, Tvrtko met à profit son absence et le fait que les Ottomans sont préoccupés par les préparatifs de l'expédition de Varna pour attaquer ses domaines, mais Stjepan revient rapidement les défendre.
Tvrtko meurt sans enfant en novembre 1443, après avoir expressément souhaité comme successeur son obscur cousin Étienne-Thomas, le jeune frère de Radivoj, lui aussi fils illégitime de Stephen Ostoja. Hermann II de Celje est mort en 1435 et ses héritiers incapables de faire valoir leurs droits dans l'accord de succession de 1427. Il semble que Tvrtko ait activement travaillé à soutenir l'accession au trône d'Étienne-Thomas, probablement afin de s'assurer que son patrimoine ne reviennent pas à son rival détesté Radivoj

## Vie privée
Stephen Tvrtko II était déjà marié lors de son premier règne, son épouse est mentionnée par les Ragusains en 1409 comme « la reine épouse du roi Tvrtko de Bosnie », mais son nom n'a pas été retenu. Au cours de son second règne il considère qu'il est très important d'épouser une noble catholique et son choix se porte sur une fiancée italienne de la famille Malatesta. Le délitement de son alliance avec la république de Venise fait que ce projet ne se réalise jamais.
Tvrtko épouse par la suite une noble hongroise, Dorothée, de la famille Garai, mais pas avant que la papauté se soit assurée de son adhésion à l'église catholique romaine. Les noces ont lieu à Milodraž entre le 23 et le 31 juillet 1428, et le mariage dure jusqu'à sa mort en septembre 1438. Les sources ne précisent pas si le couples laisse une descendance, mais les fouilles archéologiques de la chapelle royale de Bobovac menées pendant la seconde moitié du XXe siècle confirment l'existence d'une tombe d'enfant située entre les sépultures du couple royal, indiquant qu'ils eurent vraisemblablement un enfant mort à la naissance ou en bas âge.
Tvrtko devint un catholique romain, parce qu'il voulut bien le devenir. Il appréciait les Franciscains du fait de leur engagement socialo-politique en Bosnie, mais pas moins que les membres de haut rang de l'Église bosnienne pourtant jugée hérétique. Le haut clergé de l'église bosnienne fut toujours favorisé par Tvrtko, et il exerçait une influence significative sur les affaires de l'État, servant de conseiller à Tvrtko même en 1428, alors que le roi tentait de se présenter comme un bon catholique.

## Sources
- Thierry Mudry Histoire de la Bosnie: Faits et controverses Ellipses paris 1999  (ISBN 2729857532)